# Batalla de la Brecha de Thoroughfare
La Batalla de la Brecha de Thoroughfare, también conocida como Chapman's Mill, tuvo lugar el 28 de agosto de 1862 en los condados de Fauquier y Prince William, Virginia, durante la Campaña del Norte de Virginia en el Teatro del Este de la Guerra de Secesión.  Las fuerzas confederadas al mando del mayor general James Longstreet hicieron retroceder a las fuerzas de la Unión al mando del general de brigada James B. Ricketts y del coronel Percy Wyndham, consiguiendo reforzar a las tropas del mayor general Thomas J. "Stonewall" Jackson antes de la Segunda Batalla de Bull Run.

## Antecedentes
El 26 de agosto Thomas J. Jackson, tras cruzar con sus tropas pertenecientes al Ejército del Norte de Virginia la brecha de  Thoroughfare, se lanzó sobre los depósitos de suministro de la Unión en  Manassas Junction. En respuesta a esta acción, al día siguiente el mayor general de la Unión Irwin McDowell parte desde Warrenton hacia Manassas Junction para enfrentarse a Jackson. Para proteger el flanco izquierdo de su avance, envía una brigada al mando del general de brigada  James B. Ricketts y al 1º regimiento de caballería de New Jersey al mando de Percy Wyndham, para que ocupen la Brecha. Ricketts llega hasta Gainesville, a unos 9 kilómetros al este de la Brecha, mientras que Wyndham ocupa el paso de montaña. Mientras tanto, las tropas de Longstreet, que siguen los pasos del ala de Jackson, se acercan a la Brecha al anochecer del 27 de agosto.

## Batalla
A las 9:30 de la mañana del 28 de agosto la vanguardia de Longstreet se encuentra en el lado este del paso de montaña con las tropas de Wyndham que estaban cerrando el camino con árboles. Wyndham envía inmediatamente un correo a Ricketts en Gainesville. Ricketts, sin embargo, avanza con su brigada lentamente, llegando a las 14:00 horas a Haymarket, a unos 5 kilómetros de la Brecha. A esa hora, Wyndham ya se ha retirado con su caballería. La posición de la Unión sigue siendo sin embargo fuerte, ya que controla una serie de colinas al norte y al sur de la carretera que sale del paso de montaña y se dirige a Gainesville.
Para derrotar a las tropas de la Unión, Longstreet ideó un plan, consistente en dominar y mantener las cimas que dominan la Brecha mientras flanquea con otras unidades las posiciones federales. 
El 9º regimiento de Georgia de la Brigada del coronel George T. Anderson fue enviada a Chapman's Mill, al este de la Brecha, para repeler el ataque federal de la 11º regimiento de Pennsilvania, la cual tuvo que retirar los árboles derribados esa misma mañana por los hombres de Wyndham. Anderson, mientras la mitad de su brigada defendía la Brecha repeliendo al 11º de Pensilvania, envió a la otra mitad a ocupar el terreno elevado que había al norte del paso. Al sur del puerto de montaña los regimientos 2º y 20º de Georgia de la Brigada de Henry Benning subieron por la ladera y se enfrentaron al 13º regimiento de voluntarios de Massachusetts, los cuales fueron derrotados y huyeron cuesta abajo.
Con la Brecha en poder de la Confederación, a la brigada del coronel Evander M. Law se le ordenó subir y ocupar las alturas al norte del paso para atacar el flanco derecho federal. Al mismo tiempo, el general de brigada Cadmus M. Wilcox fue enviado con tres brigadas a la Brecha de Hopewell, a unos 10 kilómetros al norte, para desbordar el flanco derecho de la Unión y atacar por la retaguardia. Cuando la brigada de Law atacó Ricketts envió al 84.º regimiento de Nueva York contra ellos, deteniendo el avance confederado. La 2º y la 20º de Georgia, sin embargo, siguieron avanzando por las alturas al sur de la Brecha, y atacaron el flanco izquierdo federal. Cuando dicha posición fue imposible de mantener, Ricketts decidió retirarse a Gainesville, dejando la Brecha en poder confederado y antes de que las brigadas de Wilcox le atacaran por su retaguardia.

## Consecuencias
Si bien fue una pequeña batalla con unas 100 bajas en total, su importancia estratégica fue grande. Ricketts fracasó al no comprender lo importante que era mantener las dos alas del Ejército de Virginia separadas. En vez de atrincherarse fuertemente en la Brecha de Thoroughfare, ya que esta era el camino más fácil y rápido de cruzar la cordillera de Bull Run, envió solo a la caballería, mientras quedó con su brigada de Gainesville. La Brecha de Thoroughfare era el único lugar donde sus  escasas fuerzas hubieran podido frenar a las tropas de Longstreet. El fracaso de esta operación permitió a las dos alas confederadas unirse en Manassas y prácticamente asegurar la derrota de Pope en la batalla de Segundo Manassas del 29 de agosto.